# 青い鯉のぼりプロジェクト
青い鯉のぼりプロジェクト（あおいこいのぼりプロジェクト）は、宮城県東松島市大曲浜で開催 される子どもたちのための鎮魂のプロジェクト。現状は「祭り」とはニュアンスが異なるため、あえてプロジェクトと呼称される。
ただし、100年先にこの時代の出来事を伝える祭りになることを願っており、10回目の掲揚（2020年）を目処に「青い鯉のぼりまつり」などに変わる可能性も検討している。

## 概要
2011年（平成23年）3月11日に発生した東北地方太平洋沖地震によって引き起こされた1000年に1度という大津波で被災した東松島市で、当時高校2年生だった青年の家族の命が奪われた。その中に享年5歳の弟もいた。震災から数日経って、瓦礫だらけの自宅の庭から一匹の青い鯉のぼりを見つけた青年は、亡くなった弟が大好きだった鯉のぼりを「皆のことはいつまでも忘れない。」という想いで空に掲げた。以来、全国に呼びかけて青い鯉のぼりを、青年の弟や同じ東日本大震災で亡くなったこども達のために、亡くなったこども達が寂しくない様にと、東松島市の街や人々の復興のシンボルとして、鎮魂の意味をも込めて掲揚するイベントに育っていった。2012年からは仮設住宅に暮らす元住民のお年寄りなどに呼びかけ、一人ではなかなか足を運べなかった故郷の大地で、全国から集まったボランティアと共に鯉のぼりの取り付け作業や炊き出しを行い故郷に腰を下ろしみんなで語らう「青い鯉のぼりの下に腰を下ろす会」も開催され、5月5日の子供の日には鎮魂の和太鼓の演奏なども行なわれる。

## 沿革
- 2011年（平成23年） - 1回目開催。204旒[4]。
- 2012年（平成24年） - 2回目開催。268旒[5][6]。
- 2013年（平成25年） - 3回目開催。522旒[5]。
- 2014年（平成26年） - 4回目開催。626旒[5]。
- 2015年（平成27年） - 5回目開催[4]。約700旒[4]。
- 2016年（平成28年） - 6回目開催。約900旒
- 2017年（平成29年） - 7回目開催[7]。約1200旒GLAYこいのぼりが参加[8][9]。GLAYこいのぼりは屋外展示終了後は東松島市震災復興伝承館の館内で展示予定[8]。
- 2018年（平成30年） -8回目開催。約1800旒 あおい地区全戸に青い鯉のぼりが配布され期間中には玄関に青い鯉のぼりが掲揚される。
- 2019年（令和元年）  -9回目開催、約2000旒

## 開催時期
- 3月11日〜5月5日

## 会場
- 〒981-0502 宮城県東松島市大曲道下南 （2011年）[5]
- 〒981-0502 宮城県東松島市大曲土手下南 （2012年〜2015年）[5]
- 〒981-0502 宮城県東松島市大曲字上台54−154（2016年〜2018）[8]
- 〒981-0504 宮城県東松島市小松下浮足１１５（2019〜）

## 主催
青い鯉のぼりプロジェクト事務局

〒987-0012　宮城県遠田郡美里町字素山町65

代表　伊藤健人

共同代表　千葉秀

## アクセス
- JR東日本 仙石線 東矢本駅から徒歩10分